# Grafing (stacja kolejowa)
Grafing (niem: Grafing Bahnhof) – stacja kolejowa w Grafing bei München, w kraju związkowym Bawaria, w Niemczech. Jest obsługiwana przez pociągi S-Bahn w Monachium. Ponadto istnieje inny przystanek S-Bahn Grafing Stadt w centrum Grafing. Stacja posiada sześć torów i należy do kategorii 3. Stacja jest obsługiwana codziennie przez około 160 pociągów, w tym 110 podmiejskich pociągów. Stacja znajduje się na linii kolejowej z Monachium do Salzburga, również zaczyna się tutaj linia do Wasserburga.

## Położenie
Stacja znajduje się na zachód od Grafing na przedmieściach, które leżą na zachód od centrum Grafing. Budynek stacji znajduje się przy Hauptstraße, gdzie zaczyna się ulica Birkenstraße i Brünnsteinstraße. Na południe pod torami kolejowymi prowadzi droga nr 2351. Na zewnątrz budynku dworca znajduje się dworzec autobusowy.

## Historia
W dniu 15 października 1871 otwarto stację Grafinger wraz z linią kolejową z Monachium do Rosenheim. Zastąpiła ona Bayerische Maximiliansbahn między Monachium a Rosenheim. W dniu 26 maja 1894 otwarto odgałęzienie z Grafing do Glonn. W dniu 6 listopada 1899 została otwarta linia do Ebersberga, w dniu 1 października 1903 została przedłużona do Wasserburg (Bodensee). Na dzień 31 maja 1970 z powodu zbyt małej liczby pasażerów linia do Glonn została zamknięta. 28 maja 1972 stacja została włączona do sieci S-Bahn w Monachium. Dla pociągów S-Bahn, stacja została przebudowana w 1972 roku. Od 1999 pociągi S-Bahn między München Ost i stacją Grafing poruszają się na własnych torach, które biegną równolegle do linii głównej.